# Мауритс Катан
Мауритс Катан (на нидерландски: Maurits Katan) е нидерландски психоаналитик и лекар.

## Биография
Роден е на 25 ноември 1897 година във Влаардинген, Нидерландия. Малко се знае за семейството му, освен че е най-младото дете и единствено момче. Катан започва да учи медицина и по-специално неврология. Първоначалната му психоаналитична подготовка протича в Нидерландия, но през 30-те години той отива във Виена, за да започне анализа с Ана Фройд. Там среща и се оженва по-късно за Ани Розенберг. През Втората световна война той се крие в мазето на нидерландския съдебен портретист Роберт Бруин.
Умира на 3 април 1977 година в Санибел, САЩ, на 79-годишна възраст.

## Научна дейност
Работите му се фокусират върху разбирането на психозите, по-точно на шизофренията. Неговите концепциите за предпсихотичната фаза и разделянето на психотичната с непсихотичната част при шизофрениците е важна част от мисленето му.

## Кратка библиография
- Katan, Maurits. (1953) Schreber's prepsychotic phase. International Journal of Psychoanalysis, 34 (1). (Предпсихотичната фаза на Шребер)
- Katan, Maurits. (1954) The importance of the non-psychotic part of the personality in schizophrenia. International Journal of Psychoanalysis, 35 (2). (Важността на непсихотичната част на личността при шизофренията)
- Katan, Maurits. (1959) Schreber's hereafter: Its building-up (Aufbau) and its downfall. Psychoanalytic Study of the Child, 14.(Шребер в бъдеще: Неговото издигане и неговото падение)
- Katan, Maurits. (1962) A causerie on Henry James's „The Turn of the Screw“. Psychoanalytic Study of the Child, 17.
- Katan, Maurits. (1964) Fetishism, splitting of the ego, and denial. International Journal of Psychoanalysis, 45 (2 – 3). (Фетишизъм, разцепване на егото и отказ).